# هاتا شونروکو
هاتا شونروکو انگلیسی: 畑俊六, Hata Shunroku؛ ۲۶ ژوئیه ۱۸۷۹ – ۱۰ مهٔ ۱۹۶۲) سپهبد در نیروی زمینی امپراتوری ژاپن در جنگ جهانی دوم بود.
همچنین برندهٔ جوایزی همچون نشان خورشید فروزان، نشان بادبادک طلایی، و نشان گنجینه مقدس شده‌است.